# Park Narodowy Mała Fatra
Park Narodowy Mała Fatra (słow. Národný park Malá Fatra) – park narodowy w górach Mała Fatra w kraju żylińskim na Słowacji. Obejmuje niemal cały obszar Małej Fatry (zarówno Luczańskiej, jak i Krywańskiej, ale także południowo-zachodnią część Magury Orawskiej (Hrčova Kečka).
3 stycznia 1967 r. powołany został Obszar Chronionego Krajobrazu Mała Fatra (słow. Chránená krajinná oblasť Malá Fatra). W tym samym roku powołano pierwszych osiem rezerwatów przyrody na tym terenie. W celu podniesienia rangi chronionego obszaru 1 kwietnia 1988 r. powołano do życia Park Narodowy Mała Fatra o powierzchni 22 630 ha (z otuliną o pow. 23 262 ha). Obejmuje on większość obszaru wschodniej części Małej Fatry (tzw. Krywańskiej Fatry). Terytorium Parku przypomina kształtem nieregularną elipsę o długości 26 km i szerokości 12,5 km. Najniższy punkt Parku leży na wysokości 358 m (Hradsky potok k. Streczna), najwyższym jest Wielki Krywań – 1709 m. 21% powierzchni parku pokrywają rezerwaty przyrody o zróżnicowanym charakterze. Symbolem Parku Narodowego „Mała Fatra” jest „postrzępiony” Wielki Rozsutec (1610 m).